# Caransebeș
Caransebeș là một đô thị thuộc hạt Caraș-Severin, România. Dân số thời điểm năm 2002 là 28294 người.